# Dalian Futures Square
Les Dalian Futures Square towers sont deux tours jumelles construits en 2010 Dalian en Chine. Les deux gratte-ciel s'élèvent chacun à 243 mètres de hauteur pour 53 étages.